# زولتان سابو (أستاذ جامعي)
زولتان سابو (بالمجرية: Szabó Zoltán)‏ هو رياضياتي مجري، ولد في 24 نوفمبر 1965 في بودابست في المجر.